# Ђурђица Хорват
Ђурђица Хорват (Ријека, 1961) хрватска је керамичарка, вајарка и уметница. Живи у Великој Млаки.

## Биографија
Рођена је у Ријеци 1961. године. Дипломирала је на вајарском одсјеку Школе ликовних умјетности Агора у класи Ивана Кожарића, доајена хрватске савремене уметности. Од 1991. ствара у области керамике, а од 1999. у стаклу и керамици. Радила је скулптуре од стакла у техници фузије и др. Излагала је двадесетак пута самостално и на бројним групним жиријима и позивима на домаће и међународне изложбе. Учесница је и вођа већег броја ликовних колонија у Хрватској и иностранству. Ствара у студију КЕСТ у Загребу. Чланица је УЛУПУХ-а, ЛИКУМ- а и ХЗСУ-а. Председница је Секције за керамику, стакло и порцелан УЛУПУХ-а, а награђивана за керамичке и вајарске радове.
Награђена посебним признањима и похвалама, похваљена је за изузетан допринос култури у Хрватској.